# Pekauman (Madukara)
Pekauman is een bestuurslaag in het regentschap Banjarnegara van de provincie Midden-Java, Indonesië. Pekauman telt 1504 inwoners (volkstelling 2010).